# Iniön saaret
Iniön saaret este o arie protejată (arie specială de conservare — SAC, sit de importanță comunitară — SCI) din Finlanda întinsă pe o suprafață de 239 ha, integral pe uscat.

## Localizare
Centrul sitului Iniön saaret este situat la coordonatele 60°23′44″N 21°10′10″E / 60.3956°N 21.1694°E.

## Înființare
Situl Iniön saaret a fost declarat sit de importanță comunitară în august 1998 pentru a proteja 1 specie de animale. Situl a fost protejat și ca arie specială de conservare în aprilie 2015.

## Biodiversitate
Situată în ecoregiunea boreală, aria protejată conține 20 de habitate naturale: Litoraluri nisipoase din Baltica boreală cu vegetație perenă, Ape oligotrofe din câmpii nisipoase, cu un conținut foarte redus de minerale (Littorelletalia uniflorae), Pajiști uscate seminaturale și facies de acoperire cu tufișuri pe substraturi calcaroase (Festuco-Brometalia) (* situri importante pentru orhidee), Pajiști fino-scandinave uscate până la mezice, bogate în specii de altitudine mică, Alvar nordic și șisturi calcaroase precambriene, Pajiști din zone de pădure fino-scandinave, Pante stâncoase silicioase cu vegetație casmofită, Taiga vestică, Păduri caducifoliate bătrâne naturale hemiboreale fino-scandinave (Quercus, Tilia, Acer, Fraxinus sau Ulmus) bogate în specii epifite, Păduri fino-scandinave bogate în ierburi cu Picea abies, Pășuni din zone de pădure fino-scandinave, Mlaștini împădurite, Vegetație perenă pe țărmurile stâncoase, Păduri naturale în etape succesive primare ale suprafețelor emergente de coastă, Vegetație anuală la limita mareei, Lagune de coastă, Recifuri, Faleze cu vegetație de pe coastele atlantice și baltice, Insule esker baltice, cu vegetație a plajelor nisipoase, stâncoase și cu galeți, precum și cu vegetație sublitorală, Pășuni de coastă din Baltica boreală.
La baza desemnării sitului se află o specie protejată de  nevertebrate: Vertigo angustior.
Pe lângă speciile protejate, pe teritoriul sitului au mai fost identificate 5 specii de plante, 2 specii de păsări, 7 specii de nevertebrate.